# Halenbeck-Rohlsdorf
Halenbeck-Rohlsdorf é um município da Alemanha, situado no distrito de Prignitz, no estado de Brandemburgo. Tem 39,45 km² de área, e sua população em 2019 foi estimada em 486 habitantes.